# Lygosoma bampfyldei
Espèce
Synonymes
- Riopa bampfyldei (Bartlett, 1895)

Lygosoma bampfyldei est une espèce de sauriens de la famille des Scincidae.

## Répartition
Cette espèce est endémique de Malaisie orientale.

## Étymologie
Cette espèce est nommée en l'honneur de Charles Agar Bampfylde (1856-1918).

## Publication originale
- Bartlett, 1895 : The crocodiles and lizards of Borneo in the Sarawak Museum, with descriptions of supposed new species, and the variation of colours in the several species during life. Journal of the Straits Branch Royal Asiatic Society Singapore, vol. 28, p. 73-96 (texte intégral).